# Jim Jinkins
James Jinkins (Richmond, 1953) è un animatore e produttore televisivo statunitense, fondatore degli studi di animazione Jumbo Pictures e Cartoon Pizza.

## Biografia
Jinkins è nato nel 1953 a Richmond, in Virginia, dove ha vissuto durante la sua infanzia. Le esperienze nella città gli sono servite da ispirazione per la città immaginaria di Bluffington, nella serie Doug.
Più tardi Jinkins ha lavorato come attore nella realizzazione di spot pubblicitari televisivi, con un ragazzo e un cane. I due sarebbero diventati i protagonisti di Doug. Doug nacque da scarabocchi effettuati da Jinkins durante un primo periodo della sua carriera. Doug e il suo cane Bistecca comparvero la prima volta nel libro di Jim Doug ha un nuovo paio di scarpe. Il libro ha portato alla creazione di un pilota di animazione intitolato Doug non sa ballare, trasmesso su Nickelodeon. La serie si è dimostrata superiore a qualsiasi altra del tempo sulla rete di Nickelodeon. Visto il successo della serie, Jinkins scelse di fondare Jumbo Pictures nel 1990, per impegnarlo completamente nella realizzazione di Doug per Nickelodeon. Doug continuava a diventare sempre più famosa, fino a finire fra le serie più grandi e di successo di Nickelodeon.
Jinkins ha lavorato anche come doppiatore per la voce di Doug, e scrisse solo 2 episodi della serie. Creò anche la serie Allegra's Window per Nick Jr..
Doug finì sotto gli occhi di Disney, così Jinkins vendette Jumbo Pictures assieme a Doug a Disney. Disney ha poi rinominato la serie chiamandola Disney Doug, e la serie divenne parte del loro sistema di animazione.
Jinkins e il suo team di Jumbo Pictures hanno anche lavorato su altre serie, come Pepi, Briciola e Jo-Jo e La carica dei 101 - La serie e il lungometraggio: Doug - Il film.
Jinkins ha successivamente fondato lo studio televisivo Cartoon Pizza. Qui produsse serie come Il circo di Jojo, Pinky Dinky Doo, Stanley, Hoop Dogz e Musical Mornings with Coo.